# Кейли Хъмфрис
Кейли Хъмфрис (на английски: Kaillie Humphries) е канадска състезателка по бобслей, олимпийска шампионка от Ванкувър 2010.
Хъмфрис се състезава от 2004 г. Печели сребърен медал в смесеното отборно състезание на Световното първенство в Алтенберг, Германия, през 2008 г. През сезон 2009/10 завършва на второ място в крайното класиране за Световната купа. Печели златен медал от Олимпиадата във Ванкувър.